# Allfinanz
Allfinanz ist die Bezeichnung für Geschäftsmodelle, die auf dem Angebot aller wesentlichen Finanzdienstleistungen „aus einer Hand“ beruhen. Sie dienen einerseits der Diversifikation und Unternehmenswertsteigerung (Rentabilität), andererseits der Stärkung der Kundenbindung, der Erweiterung des Kundenkreises und dem letztlich dem Erreichen vertrieblicher Synergieeffekte (cross selling). Kreditinstitute und Versicherungsunternehmen bilden dafür entweder Kooperationen mit anderen Finanzinstituten (Joint Ventures, Kapitalbeteiligungen, gegebenenfalls sogar Fusionen) oder sie gründen Tochtergesellschaften.
Nachteile können sich aus dem erhöhten Informationsstand und dem großen Umfang des Angebotswesens ergeben, wenn die Erwartungshaltungen des Kunden sich an günstigen Einzeltransaktionen (statt Rundumversorgung) ausrichten. Als problematisch können sich auch die unterschiedlichen Regelsysteme (Vergütungen) oder Unternehmenskulturen erweisen, insbesondere ist die zusätzliche staatliche Allfinanzaufsicht zu beachten.

## Geschichte
1922 gründeten Genossenschaftsbanken die R+V Versicherung, um Prämiensparverträge in Kombination mit Risikolebensversicherungen zu vertreiben. „Sparen mit Versicherungsschutz“ boten ab 1952 die Sparkassen.
In den Vereinigten Staaten waren Konzernverbünde zwischen Versicherern und Banken in der Zeit von 1933 bis 1999 aufgrund des Trennbankensystems verboten (Glass-Steagall Act). Durch die Verbotsaufhebung war die Gründung der Citigroup möglich geworden. In Großbritannien war das Modell der Universalbank, die Kredite gewähren und Kundengelder annehmen darf, lange unbekannt, so dass dort sogar das Bankwesen zersplittert war. Allfinanz erfolgte daher nur über Anlagevermittlung.
Deutsche Institute unterlagen lange unterschiedlichen zuständigen Aufsichten, was übergreifendes Tätigwerden erschwerte beziehungsweise unterband (zuständig waren das Bundesaufsichtsamt für das Kreditwesen und des Wertpapierhandels bzw. für das Versicherungswesen). 2002 wurde eine gemeinsame Finanzdienstleistungsaufsicht (Bafin) gegründet und an diese die Aufgaben übertragen. Unter dem Sammelbegriff Finanzdienstleistungen werden seitdem alle im Finanzsektor anfallenden Geschäfte (auch Factoring und Leasing) subsumiert. Gleich sind die betroffenen Geschäfte, aufgrund unterschiedlich belassener Aufsichtsgesetze von rechtlich selbständigen Unternehmen zu betreiben (Kreditinstitute, Bausparkassen, Versicherer und Investmentgesellschaften).

## Organisatorische Möglichkeiten
Allfinanz verschiedener bisher selbständiger Unternehmen kann ermöglicht werden durch:
- Kooperationsvereinbarungen oder Vertriebsvereinbarungen: beispielsweise Citibank und „Citi Investment Management Alternatives“;
- Kapitalbeteiligungen wie HypoVereinsbank/Ergo Group, Commerzbank/Generali Deutschland;
- Joint Ventures wie La Caixa/Fortis;
- Unternehmenskäufe oder Fusionen wie früher Allianz SE und Dresdner Bank.
- Gründung von Tochtergesellschaften.

Um das Produktrisiko für Verbraucher gering zu halten, müssen weiterhin Bankgeschäfte von Kreditinstituten und Versicherungsverträge von Versicherern angeboten werden.

## Wirtschaftliche Aspekte
Ziel der Allfinanz ist es, über Cross-Selling die Kundenbindung, den Kundennutzen und die Kundenzufriedenheit zu erhöhen sowie Synergieeffekte im Vertrieb zu heben.
Wegen der weiterhin erforderlichen Trennung der Finanzprodukte wird zwischen Allfinanzanbietern, Allfinanzvermittlern und Allfinanzberatern unterschieden. Allfinanzanbieter bieten abgestimmte Produktangebote für den gesamten Bedarf an Finanzdienstleistungen aus einer Hand an. Die Kooperation kann im Rahmen eines Konzernverbundes oder auf vertraglicher Basis zwischen den rechtlich selbständigen Finanzdienstleistern erfolgen. Allfinanzvermittler sind unabhängige Anbieter mit dem Ziel, Finanzdienstleistungen zu vermitteln. Allfinanzberater beraten und vermitteln; im Fall von Versicherungsberatern ist rechtlich klargestellt, dass diese ausschließlich beratend im Auftrag des Kunden tätig werden, ohne selbst zu vermitteln. Zur Allfinanz gehört in jedem Fall ein breites Angebot an Finanzdienstleistungen.
Auf Kundenseite soll eine ganzheitliche Lösung für den Bedarf an Finanzdienstleistungen erreicht werden. Sowohl soll der gesamte Bedarf lückenlos abgedeckt als auch Überschneidungen der weiterhin von rechtlich selbständigen Unternehmen angebotenen Teile vermieden werden, da solche zu unnötigen Kosten führen.
Auf Anbieter- bzw. Vermittlerseite soll die eigene Fachkompetenz im Bereich der Finanzdienstleistungen möglichst umfassend genutzt werden, um aus der Geschäftsverbindung maximalen Nutzen ziehen zu können. Zudem gilt eine umfassend verbundene Kundenbeziehung als stabiler. Kunden, die noch mit anderen Allfinanzverbünden Beziehungen unterhalten, stehen nach wie vor dem Risiko der Abwerbung. Insbesondere bewirken langfristige Verträge wie Kredite, insbesondere Baudarlehen zum Beispiel durch Bausparkassen, Lebens- und Krankenversicherungen eine dauerhafte Kundenverbindung (Dauerschuldverhältnis).
In der Praxis werden die idealen Verhältnisse häufig nicht erreicht, weil ganzheitliche Lösungen intensive Untersuchungen der Bedarfe von Kunden erforderlich machen, die selbst meist nicht in der Lage sind, ihren Bedarf selbst zu bestimmen. Verbraucherschützer kritisieren häufig das Unterlassen (Kostengründe) von Untersuchungen, ebenso mangelhafte Kenntnisse der Vermittler. Im Vordergrund stünden oft Provisionsinteressen des Vermittler und Gewinninteressen des Anbieters. Es verblieben Bedarfslücken und es floriere der Absatz unnötiger Verträge.